# Eduardo Valenzuela
Eduardo Valenzuela Rojas (Santiago, 5 de septiembre de 1951) es un músico, cantautor y jinglista chileno. Aunque su principal vertiente es el pop, la matriz de su trabajo musical estuvo durante décadas en un rock atrevido y hasta experimental.
Entre 1968 y 1980, fue el guitarrista y compositor del popular grupo Los Trapos, pionera banda chilena en importar al país los códigos del primer glam rock. Valenzuela fue, a fines de los años setenta, también parte del grupo Miel.

## Biografía

### Inicios
Su carrera como solista, se inició apenas terminó la de Los Trapos, el grupo que fundó como escolar, en 1968, y con el cual se ocupó hasta 1980.
Con un considerable repertorio de canciones propias, Valenzuela intentó agilizar la grabación de un primer disco, encontrando en su camino varios obstáculos. En 1982 viajó a Holanda, alentado por contactos que supuestamente le ayudarían a editar su música en Europa. Aunque nada consiguió en ese sentido, aprovechó el viaje para tomar clases de nuevas tecnologías aplicadas a la música (como el sistema MIDI), y con esas lecciones se centró en la grabación de su primer material como solista apenas regresó a Santiago.

### Música para telenovelas
Con Scottie Scott trabajó la música para la popular telenovela La madrastra, labor que luego repitió junto a Guillermo Rifo para Casagrande. Fue también suya la voz, los arreglos y producción de El póster azul, uno de los temas de la banda sonora de la telenovela Matrimonio de papel (con música de Scottie Scott).
No estaré en tu cama en la mañana (1985) fue el título de su primer casete, en el que Valenzuela figuraba como autor, cantante, productor e intérprete de todos los instrumentos. Sin embargo, la mala experiencia con el sello RCA lo motivó en 1987 a terminar su contrato y componer en plan de sátira el tema «Échale cemento». Él mismo publicó ese sencillo, con «Chocando paredes» como lado B. Esta última canción fue reconocida como la mejor canción chilena al festival OTI celebrado en Lisboa , Portugal en 1987, que Valenzuela viajó a defender el cupo de nuestro país.
Al año siguiente, el enorme éxito para la canción Y que se yo que se (tema central de la teleserie Bellas y audaces, de TVN) lo convirtió por primera vez en un superventas, obteniendo el primer disco séxtuple de platino en la historia de la música en Chile. Aunque tuvo una invitación para participar en el Festival de Viña del Mar en 1989, un problema de salud lo dejó fuera del show.
Durante la década de los noventa, Valenzuela se ocupó en varios proyectos de composición de jingles publicitarios, para lo que se asoció con su antiguo compañero en Los Trapos, el guitarrista Francisco Larraín. La dupla recibió una serie de encargos también para televisión y cantantes juveniles. Entre estos trabajos de composición, el cantante se mantenía como presencia más o menos frecuente en Sábados gigantes, habitual escenario para los cantantes de esa época.
En 1997, Valenzuela participó en dos guiños nostálgicos de importancia, con su presencia en una reunión excepcional de los grupos Los Trapos (en mayo, en la Sala SCD) y Los Jockers (como invitado, en el mismo escenario). Su carrera lograba sostenerse entonces entre encargos y composiciones personales, si bien su presencia en radios y televisión comenzó a ser cada vez más escasa.

### Su lucha contra el VIH,Rojo VIPy nuevos proyectos
Eduardo Valenzuela recibió un gran golpe anímico en 1989, cuando se enteró por un examen que era una persona que vivía con el VIH/sida. Si bien mantuvo durante años su condición en secreto, en junio de 2001 decidió dar su testimonio en televisión, buscando informar más y mejor sobre esta pandemia a la comunidad. Esto también explica su activa participación en diversas ONG, campañas de información sobre el VIH/sida, que en su caso, han incluido el desarrollo de un sitio web y la composición de música alusiva (como para la obra Sero Positivo, en 1999, y el himno de la Vigilia Candlelight). En junio de 2001, el músico viajó como miembro del consejo directivo de Vivo Positivo a la primera cumbre de las Naciones Unidas UNGASS sobre SIDA, en Nueva York.
Si bien la carrera musical de Valenzuela ha sido irregular durante los últimos años, su participación en el programa televisivo Rojo VIP de TVN, a fines de 2005, lo devolvió durante un tiempo a nivel de figura pop.

## Estilo musical
Valenzuela admite ser influido por Grand Funk, Jimi Hendrix, Toe Fat, Cactus, entre otros exponentes del rock anglo.